# Na Estrada da Vida
Na Estrada da Vida é um filme brasileiro de 1980, do gênero drama biográfico-musical, dirigido por Nelson Pereira dos Santos.

## Sinopse
O filme conta as dificuldades vividas pela dupla Milionário & José Rico até atingir o sucesso, mostrando perfeitamente, como é difícil pessoas humildes mostrarem seu talento.
A própria dupla encena sua trajetória como pintores de paredes para sobreviver e apresentando-se em circos, inclusive levando calotes, dormindo em pastos abertos, alimentando-se com laranjas até conseguirem gravar o primeiro LP.
Porém, a gravação do primeiro LP não significou para a dupla, que o sucesso estava garantido, tiveram que batalhar e muito para alcançar a tão sonhada consagração, que veio através de um "milagre", pois há no filme, um relato interessante, a dupla foi até o Santuário de Aparecida, e, ao entrarem na Igreja, pediram para que a Santa se tornasse a "Chefe", para que as pessoas compreendessem a música da dupla, que falava de amor, natureza, do povo, e como não tinham nada para oferecer à Santa, deixaram um disco no altar como presente. O Padre, deparou-se com o disco e imaginou que quem o tinha deixado na Igreja não precisava de nada, e mandou entregar o disco na rádio de Aparecida para que os programadores vissem se o mesmo poderia ser aproveitado. O locutor ouvir, gostou e resolveu tocar o disco. A partir desse momento, Nossa Senhora Aparecida já era a "Chefe" da dupla.

## Elenco
- Nádia Lippi .... Madalena
- Milionário e José Rico .... eles mesmos
- Turíbio Ruiz .... Pedro
- Sílvia Leblon .... Isabel